# Wuqiao, Chongqing
Wuqiao (kinesiska: 五桥) är ett stadsdelsdistrikt i sydvästra Kina. Det ligger i stadsdistriktet Wanzhou i storstadsområdet Chongqing, omkring 230 kilometer nordost om det centrala stadsdistriktet Yuzhong. Antalet invånare är 20 672. Befolkningen består av 10 507 kvinnor och 10 165 män. Barn under 15 år utgör 14,0 %, vuxna 15-64 år 75 %, och äldre över 65 år 10,0 %.